# Giulvăz
Giulvăz (en hongrois : Torontálgyülvész, en allemand : Djulwes) est une commune du județ de Timiș en Roumanie.